# فرودگاه شهرستان جیلت–کمبل
فرودگاه شهرستان جیلت–کمبل (به انگلیسی: Gillette-Campbell County Airport) یک فرودگاه همگانی با کد یاتا GCC است که یک باند فرود بتن دارد و طول باند آن ۲۲۸۶ متر است. این فرودگاه در کشور ایالات متحده آمریکا قرار دارد و در ارتفاع ۱۳۳۱ متری از سطح دریا واقع شده‌است.